# Buthus ajax
Espèce
Synonymes
- Androctonus ajax C. L. Koch, 1839

Buthus ajax est une espèce de scorpions de la famille des Buthidae.

## Distribution
Cette espèce est endémique d'Espagne. Elle se rencontre en Castille-La Manche dans les provinces de Tolède et de Ciudad Real et en Andalousie dans la province de Cordoue.

## Description
Les mâles mesurent de 70 à 79 mm et les femelles de 75 à 91 mm.

## Systématique et taxinomie
Cette espèce a été décrite sous le protonyme Androctonus ajax par C. L. Koch en 1839. Elle est placée en synonymie avec Buthus occitanus par Simon en 1879. Elle est relevée de synonymie par Teruel et Turiel en 2021.

## Étymologie
Cette espèce est nommée  en référence à Ajax.

## Publication originale
- C. L. Koch, 1839 : Die Arachniden. Nurnberg, C.H. Zehsche Buchhandlung, vol. 5, no 1/6, p. 25-30 & 125-158 (texte intégral).